# O Porto de Santa Cruz

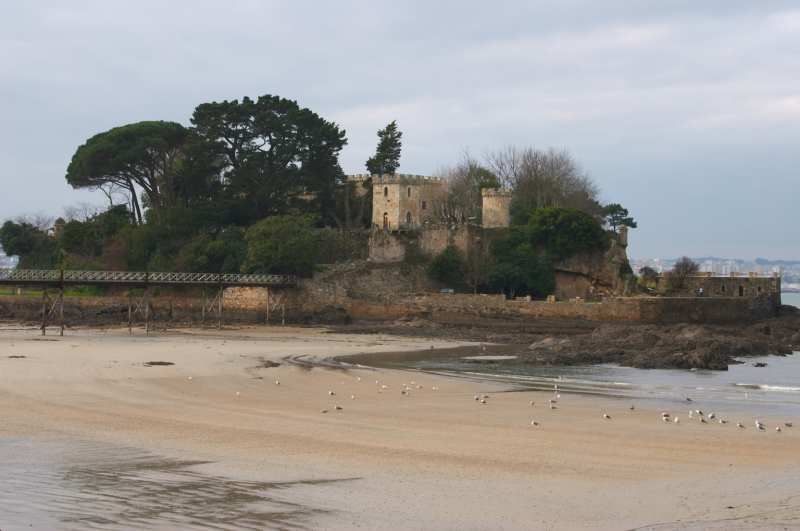
Castell de Santa Cruz

O Porto de Santa Cruz és una vila costanera gallega de la parròquia de Liáns, al municipi d'Oleiros, a la província de la Corunya. El 2017 tenia una població de 2.626 habitants segons l'IGE.

## Patrimoni
El castell de Santa Cruz està situat a l'illa de Santa Cruz. Va ser construït per ordre de Diego das Mariñas al segle XVI per completar el sistema defensiu de la ria de la Corunya, juntament amb els castells de Santo Antón, San Diego e San Amaro. Actualment és propietat de l'Ajuntament de Oleiros i alberga el Centre d'Extensió Universitària i Divulgació Ambiental de Galícia (CEIDA).
El Museu dels Oleiros forma part del Centre Cultural As Torres de Santa Cruz, situat a la Torre de Santa Cruz. Acull una col·lecció única a Europa de ceràmica popular, i és seu d'Alfaroleiros, una de les fires més importants de ceràmica tradicional d'Espanya, que cada any acull centenars de terrissaires (oleiros) que exposen les seves peces.

## Platges
Hi ha dues platges a la vila. A l'esquerra del castell trobem la platja de Portocovo. Entre el castell i el moll hi ha la platja d'O Porto, que queda completament coberta amb marea alta.